# Jarkko Wiss
Jarkko Wiss (* 17. April 1972 in Tampere) ist ein ehemaliger finnischer Fußballspieler und heutiger Trainer. Als Spieler war er in Finnland, Norwegen und Großbritannien aktiv, wurde vier Mal finnischer Meister und war Nationalspieler seines Landes. Zurzeit trainiert er den finnischen Erstligisten Kuopion Palloseura.

## Spielerkarriere
Jarkko Wiss spielte ab 1991 in der Männermannschaft von Tampere PV, einem Verein aus seiner Heimatstadt, der damals in der dritten finnischen Liga rangierte. Gleich zu Beginn seiner Karriere etablierte sich der Mittelfeldspieler als Stammkraft und feierte in seiner ersten Profisaison den Aufstieg in die höchste finnische Spielklasse. Nach dem Klassenerhalt in der Saison 1993 gewann er ein Jahr später mit seinem Team die Meisterschaft in der Veikkausliiga. Damit qualifizierte sich die Mannschaft von Wiss auch für den UEFA-Pokal 1995/96, in dem man allerdings bereits in der ersten Qualifikationsrunde an Viking Stavanger aus Norwegen scheiterte. Neben diesem Rückschlag auf europäischer Bühne stieg der Verein nach der Meisterschaftssaison überraschend 1995 wieder in die zweite Liga ab. Daraufhin wechselte Wiss den Verein und ging zu FF Jaro, um weiterhin in der ersten Liga zu spielen. Schon nach einer Saison verließ er den Klub wieder, um ab 1997 für HJK Helsinki, einen der erfolgreichsten finnischen Fußballvereine, aufzulaufen. Gleich in seiner ersten Saison gewann er mit dem neuen Team seine zweite Meisterschaft und den Ligapokal. In der Folgesaison 1998 wurde Helsinki in der Meisterschaft zwar nur Vierter, gewann aber den nationalen Pokal und verteidigte auch den Titel als Ligapokalsieger.
1999 verließ Jarkko Wiss erstmals seine Heimat und spielte jeweils ein halbes Jahr für Molde FK, Lillestrøm SK und Moss FK in der norwegischen Tippeligaen. In der Saison 2001/02 spielte der Finne für den damaligen englischen Zweitligisten Stockport County. Am Ende der Spielzeit stieg das Team mit nur 6 Siegen aus 46 Spielen als Tabellenletzter in die dritte Liga ab und Wiss wechselte zu Hibernian Edinburgh in die Scottish Premier League. Dort spielte er mit seiner Mannschaft bis 2004, ohne jedoch nennenswerte Erfolge zu erzielen. Nach den zwei Jahren in Schottland kehrte der Mittelfeldspieler in seine Heimat zurück und spielte für den 1998 neu gegründeten Verein Tampere United in seiner Geburtsstadt. Mit diesem Verein gewann er in den Jahren 2006 und 2007 noch zweimal die finnische Meisterschaft und 2007 einmal den Landespokal. Zudem spielte er mit seinem Klub noch in der UEFA Champions League 2007/08, in der die Mannschaft in der dritten Qualifikationsrunde am norwegischen Rekordmeister Rosenborg Trondheim scheiterte. Durch das Ausscheiden rutschte Tampere in die erste Runde des UEFA-Pokal 2007/08. Im Hinspiel gegen Girondins Bordeaux absolvierte Jarkko Wiss am 20. September 2007 das letzte Pflichtspiel seiner Karriere und markierte dabei in der 7. Minute den zwischenzeitlichen 1:0-Führungstreffer für seinen Klub (Endstand 2:3).

## Nationalmannschaft
Für die Finnische Fußballnationalmannschaft lief Jarkko Wiss zwischen 1996 und 2007 insgesamt 45 Mal auf und erzielte dabei drei Tore. 

## Trainerkarriere
Nach seinem Karriereende war Jarkko Wiss in den Jahren 2004 und 2005 Co-Trainer bei der finnischen U16-Nationalmannschaft. Nach dem Ende der Saison 2010 übernahm er dann das Traineramt bei seinem Heimatverein Tampere United in der ersten Liga. Dort löste er Ari Hjelm ab, der die Mannschaft fast ein Jahrzehnt lang trainierte. Während der laufenden Saison 2011 wurde der Verein jedoch durch den finnischen Fußballverband vom Spielbetrieb der Liga ausgeschlossen. Ab 2013 war Wiss wieder Co-Trainer der finnischen U16-Nationalmannschaft und trainierte ab dem Frühjahr 2014 zudem als Cheftrainer die U18-Nationalmannschaft. 2015 trainierte er die U19-Nationalmannschaft.
Zur Saison 2016 wechselte er zurück in den Vereinsfußball und übernahm den Erstligisten Tampereen Ilves, ebenfalls in seiner Heimatstadt. Mit der Mannschaft erreichte er in den folgenden Jahren jeweils Platzierungen im oberen Mittelfeld der Tabelle. 2019 gewann er mit dem Verein den finnischen Pokal. In der Liga belegte er mit der Mannschaft in dieser Saison ab dem 10. Spieltag durchgehend den ersten Tabellenplatz, verpasste jedoch aufgrund einer Niederlage gegen den direkten Konkurrenten Inter Turku am letzten Spieltag knapp die Meisterschaft und schloss als Tabellen-Dritter ab. Nach über fünf Jahren Tätigkeit stellte ihn der Verein im August 2021 frei.
Anfang 2023 verpflichtete ihn der Ligakonkurrent Inter Turku als neuen Trainer. Nachdem er dort die Saison als Tabellen-Sechster abgeschlossen hatte, trennte sich der Verein im November 2023 nach dem Saisonende wieder von ihm. Im Januar 2025 wurde Wiss neuer Trainer beim Erstligisten Kuopion Palloseura.

## Titel
Als Spieler:
- Finnischer Meister: 1994, 1997, 2006 und 2007
- Finnischer Ligapokalsieger: 1997 und 1998
- Finnischer Pokalsieger: 1998 und 2007

Als Trainer:
- Finnischer Pokalsieger: 2019